# Джошуа Ледерберг
Джошуа Ледерберг (англ. Joshua Lederberg; нар. 23 травня 1925, Монтклер, штат Нью-Джерсі, США — †2 лютого 2008, Нью-Йорк, США) — американський генетик і біохімік. Чоловік Естер Ледерберг (у 1946—1966 роках).

## Біографія
Закінчив Колумбійський університет (1944), продовжував навчання в Єльському університеті, захистивши ступінь доктора філософії (1947). У 1947-58 працював у Вісконсинському університеті; з 1959 професор Медичної школи та керівник Лабораторії молекулярної медицини Стенфордського університету в Пало-Альто і одночасно (з 1962) Каліфорнійського університету в Берклі.

## Основні роботи
Відкрив механізм генетичної рекомбінації у бактерій (1947).

## Нобелівська премія
Нобелівська премія з фізіології або медицини (1958) спільно з Джорджем Бідлом і Едуардом Тейтемом за дослідження з генетики мікроорганізмів: «за фундаментальні дослідження організації генетичного матеріалу у бактерій».

## Основні публікації
- Bacterial protoplasts induced by penicillin, «Proceedings of the National Academy of Sciences», 1956, v. 42, № 9, p. 574-77;
- Linear inheritance in transductional clones, «Genetics», 1956, v. 41, № 6, p. 845-71;
- Protoplasts and L-type growth Eschirichia coli, «Journal of Bacteriology». 1958, v. 75, № 2, p. 143-60 (совм. з St. Clair).